# برناز
برناز (به فرانسوی: Brénaz) یک کمون در فرانسه است که در Canton of Champagne-en-Valromey واقع شده‌است.

## خصوصیات
برناز ۹٫۷۹ کیلومترمربع مساحت و ۹۲ نفر جمعیت دارد و ۶۵۰ متر بالاتر از سطح دریا واقع شده‌است.